# 1938 في بيرو
فيما يلي قوائم الأحداث التي وقعت خلال عام 1938 في بيرو.

## رياضة
- 1 يناير – الدوري البيروفي لكرة القدم 1938 الفائز ديبورتيفو مانيسيبال [الإنجليزية]‏.

## مواليد

### يوليو
- 28 يوليو – ألبرتو فوجيموري رئيس سابق في دولة البيرو.

### أكتوبر
- 3 أكتوبر – بيدرو بابلو كوشينسكي رئيس البيرو حاليا.

## وفيات

### أبريل
- 15 أبريل – قيصر باييخو (مواليد 1892) كاتب بيروفي.